# Oskar Schellenberg

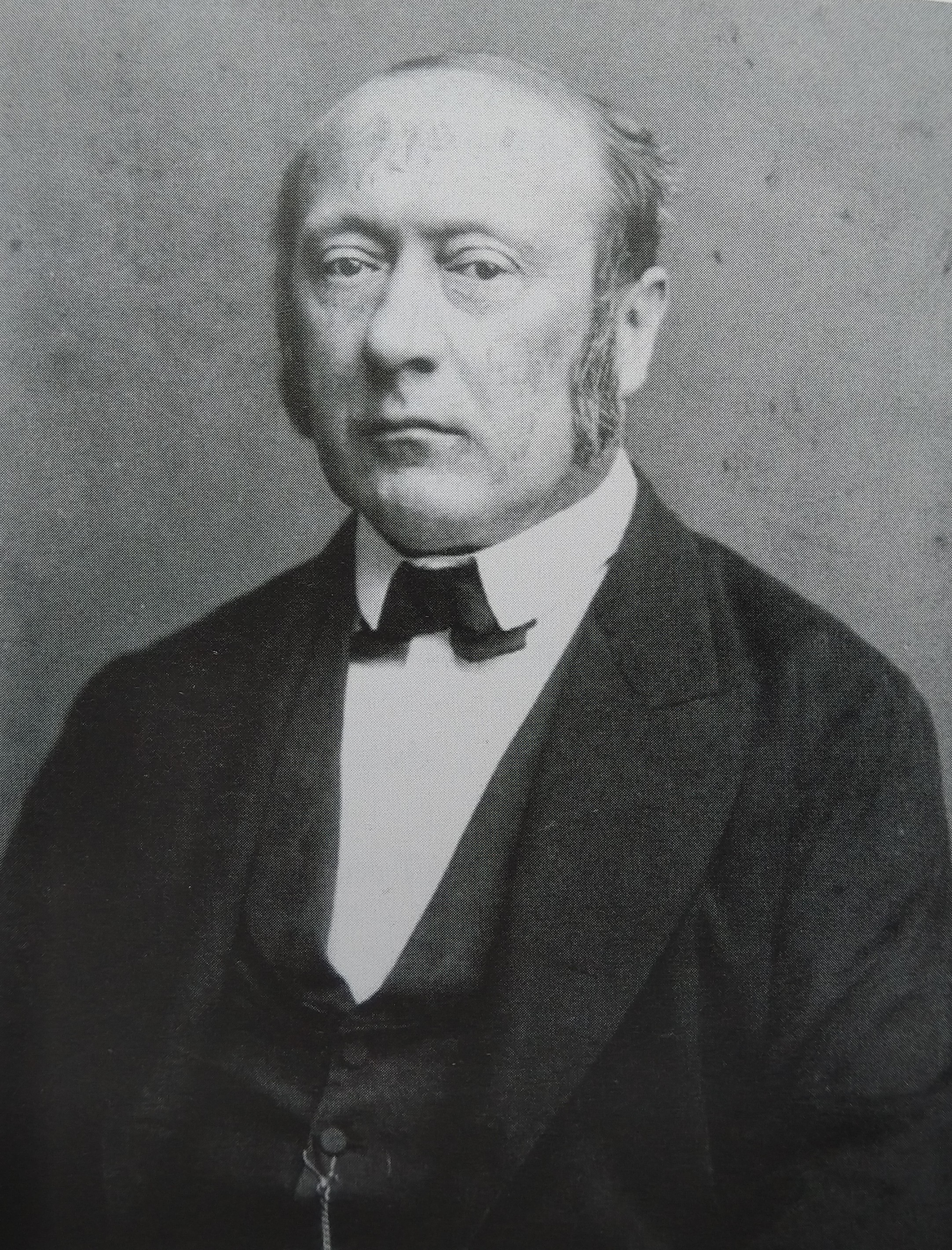
Oskar Schellenberg

Oskar Ernst Ludwig Schellenberg (* 24. September 1824 in Gundelfingen (Breisgau); † 19. Juni 1895 in Karlsruhe) war ein deutscher evangelischer Pfarrer und Dekan in der badischen Landeskirche. Mitte des 19. Jahrhunderts wurde er für seine angebliche Teilnahme an der Badischen Revolution des Hochverrats angeklagt, dann aber wegen mangelnder Beweise und entlastender Zeugenaussagen nur zu einer geringen Strafe verurteilt. Ähnlich wie seine Brüder Reinhard Schellenberg und Emil Otto Schellenberg hatte er als eine den kirchlichen Liberalismus prägende Persönlichkeit Anteil am theologischen und kirchenpolitischen Wandel in seiner Landeskirche.

## Leben
Oskar entstammte der Familie Schellenberg. Zwischen 1838 und 1844 ging er auf das Gymnasium in Freiburg, wo er einer der besten Schüler war. 1844 studierte er Theologie in Halle und 1846 in Heidelberg. Seine erste Prüfung absolvierte er im Jahr 1847, seit Ostern des gleichen Jahres war er Mitglied im Predigerseminar.
Nachdem er sich im Jahr 1849 zur Frühjahrsprüfung angemeldet hatte, floh er allerdings nach Bern, wo seine Mutter und eine seiner Schwestern lebte. Schellenberg war die Teilnahme an der Badischen Revolution vorgeworfen worden. Der Lörracher Dekan Friedrich Wilhelm Hitzig schrieb am 12. August 1849 an Schellenbergs Bruder Reinhard, dass Oskar Schellenberg der Teilnahme am letzten Aufruhr in Karlsruhe verdächtig sei. In der folgenden Woche erging ein Schreiben vom großherzoglichen Landamt Freiburg an das Dekanat, dass Schellenberg nach Baden zurückgekehrt sei und des bewaffneten Widerstands gegen die preußischen Truppen in Rastatt verdächtigt bzw. dessen beschuldigt werde.
Im September 1851 bat Schellenberg, der wieder in die Schweiz zurückgekehrt sein muss, aus Wabern schriftlich um die Zulassung zur theologischen Examensprüfung. Zwei Jahre habe er sich in einer Erziehungsanstalt bei Bern mit Religion und alten Sprachen beschäftigt. Nach Anfrage der Kirchenleitung beim Landamt bekundete es, dass das Verfahren gegen Schellenberg mangels Beweisen eingestellt worden sei, da er unter anderem durch Zeugenaussagen eine Teilnahme an den kriegerischen Auseinandersetzungen glaubhaft zurückweisen konnte. Die Kirchenleitung verhängte dennoch im August 1851 eine halbjährige Sperre gegen Schellenberg. Er solle zunächst insbesondere sein „politisch untadeliges Verhalten“ beweisen.
Bis Ostern 1852 lernte Schellenberg während seiner Arbeit in der Waberner „Gladbachschen höheren Erziehungsanstalt für Knaben“ pädagogische Praxis, danach verpflichtete er sich bis ins Jahr 1854 als Lehrer für Deutsch, Latein, Griechisch, Geschichte, Geographie und Mathematik am Benderschen Institut in Weinheim. Sein Zeugnis war einwandfrei, vermied aber Aussagen zu seiner theologischen Richtung.
Schellenberg legte also im Jahr 1854 sein zweites Examen ab. Am 8. Mai 1855 wurde er rezipiert und im Juli ordiniert. Zunächst wurde er in Eberbach Vikar, wofür er allerdings nur unzureichend Zeit fand. Denn er war gleichzeitig Prediger und Lehrer, hinzu kamen viele Vorträge, Schulbesuche, Beerdigungen, Hochzeiten und Taufen. Er gründete außerdem eine Sektion des Gustav-Adolf-Werks, die relativ früh 180 Mitglieder aufwies. Der Dekan des Kirchenbezirks Mosbach kritisierte daher die ungerechte Arbeitseinteilung durch Johann Georg Henrici. Entgegen Schellenbergs Antrag, Pfarrverweser in Neckargemünd zu werden, wurde er stattdessen im Jahr 1857 Pfarrverweser in Gemmingen und 1859 Pfarrer ebenda.
Zu Ostern 1859 heiratete er als frisch eingesetzter Pfarrer die aus Basel stämmige Margarethe Karolina Rumpf.
1861 wurde er gemäß seinem Wunsch und mithilfe einer vieler Empfehlungen zweiter Pfarrer an der Heiliggeistkirche in Heidelberg, des Weiteren zweiter Universitätsprediger und Lehrer am Predigerseminar. Schellenberg hatte einen hervorragenden Ruf als Prediger. 1867 wurde er zweiter Stadtpfarrer zu St. Peter und Providenz, im Jahr 1872 erster Pfarrer. Nebenbei unterrichtete er als Hauptlehrer am evangelischen Predigerseminar der Universität Heidelberg. Im Jahr 1880 wurde ihm schließlich das Amt des Dekans der Diözese Mannheim-Heidelberg übertragen. Er behielt es für 12 Jahre und war auch Mitglied der Generalsynode. 1881 erhielt er das Ritterkreuz I. Klasse vom Zähringer Löwen und 1886 den Titel des Kirchenrats.
Nach einem Schlaganfall 1883 nur noch eingeschränkt dienstfähig, ging 1893 er in den Ruhestand und zog zu seinen Söhnen nach Karlsruhe, wo er nach zwei Jahren am 19. Juni 1895 starb.
Schellenberg hatte sechs Kinder, von denen ihn zwei Töchter nicht überlebten, eine davon aber mit Friedrich Hindenlang bereits drei eigene Kinder hatte. Schellenbergs Witwe überlebte ihn um 15 Jahre.

## Ansichten
In seiner Antrittspredigt hatte er, der sich inhaltlich und sprachlich von seinen zwei Brüdern unterschied, „Christusliebe und Herzensprüfung“ betont. Im Gegensatz zu Otto, der die Konfessionen eher trennte, forderte Oskar „‚die Einheit der Herde und den einen Hirten‘ zu suchen“ und betonte die „spannungsgeladene Verschiedenheit des Christentums [...] in der Urgemeinde“. Die Konfessionen interpretierte er als Ausdrucksweisen des einen Glaubens.

## Veröffentlichungen (Auswahl)
- Drei Gebetsgottesdienste in Heidelberg zur Erinnerung an das Jahr 1870 und 1871 der Gemeinde übergeben von Oskar Schellenberg. Mohr, Heidelberg 1871
- Eine  protestantische Stimme wider eine römische Einladung: Predigt über Joh. 10,16. Heidelberg 1868. (Volltext)
- Antritts-Predigt – gehalten am 4. Mai 1862 in der Heilig-Geist-Kirche zu Heidelberg. Mohr, Heidelberg 1862